# Lauritz Weibull

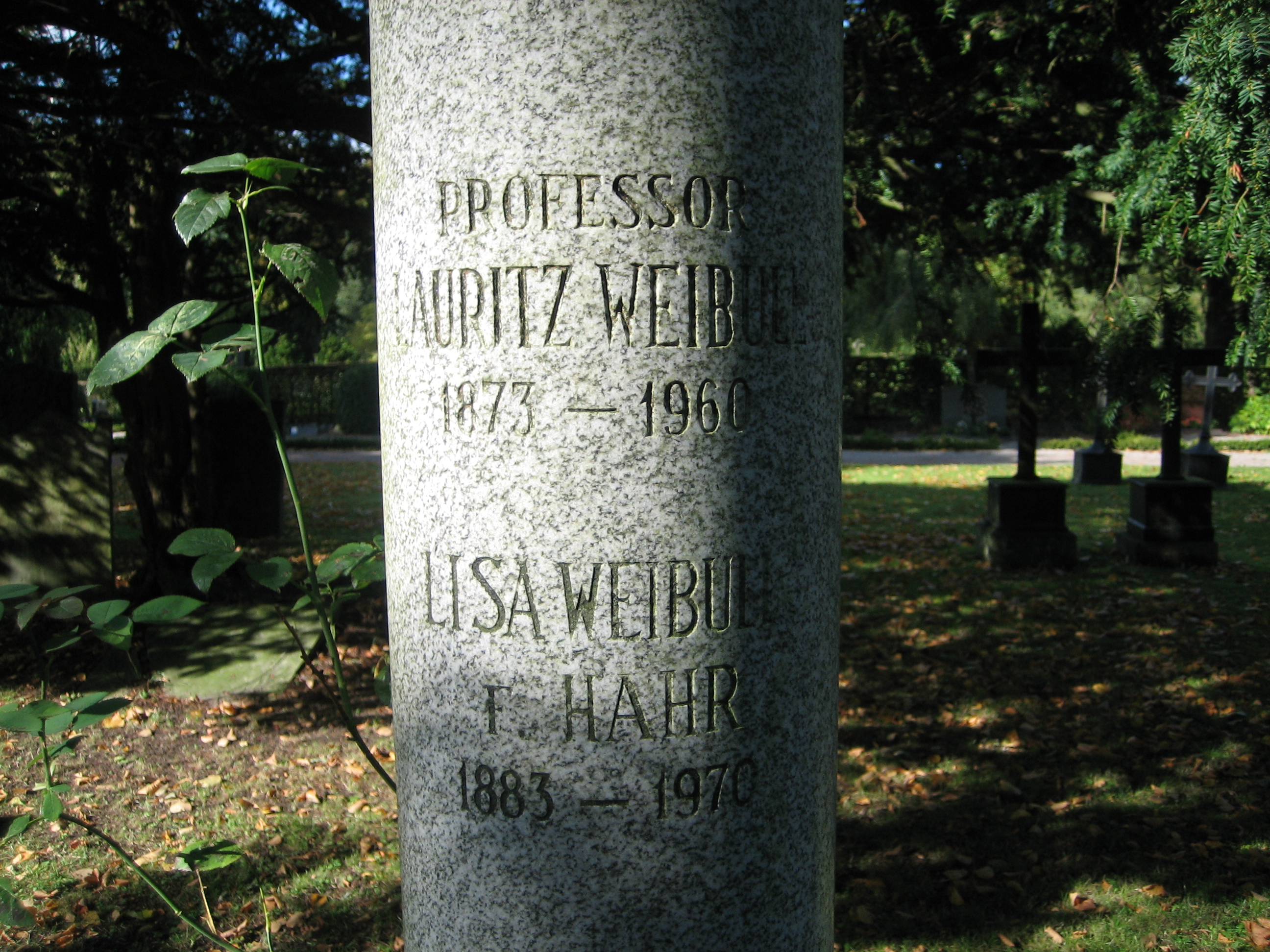
Lauritz Weibulls gravsten i Lund.

Lauritz Ulrik Absalon Weibull, född 2 april 1873 i Lund, död 2 december 1960, var en svensk historiker, professor och landsarkivarie. Han föddes som son till historieprofessorn Martin Weibull och Sophie Winberg. Han var bror till Curt Weibull och Carl Gustaf Weibull.
Han ligger begravd på Norra kyrkogården i Lund.

## Biografi
Lauritz Weibull blev 1892 student vid Lunds universitet där han blev filosofie kandidat 1894, disputerade i historia 1899 (genom en docenturavhandling) och promoverades till filosofie doktor 1900. Han anställdes vid Landsarkivet i Lund 1903 där han stannade tills han tilldelades tjänsten som professor i historia 1919 i konkurrens med Sven Tunberg. Denna tjänst hade han till 1938. Som antagningsarbete publicerade han sin mycket uppmärksammade avhandling Kritiska undersökningar i nordens historia omkring år 1000 som delade den historiska akademikerkåren i två läger, för och emot Weibulls nya kritiska tolkning av Nordens äldsta historia. De två lägren beskrevs som liberala respektive konservativa, varav de liberala var på Weibulls sida. Konflikten har kommit att kallas Weibull-striden. Sympatisörerna avgick med segern och Weibull installerades som professor.
Weibulls huvudsakliga forskningsarbete var omvärderingen av historieskrivningen som den moderna källkritiken medförde då den nya informationspoolen modifierade den tidigare svensknationella historien. Lauritz Weibull var intresserad av Skåne och Skånelandens (de gamla danska provinserna Blekinge, Halland och Skåne) historia. Tillsammans med sin far var han initiativtagare till Historisk Tidskrift för Skåneland som utgavs 1901-1921. Senare såg han till att den historiska tidskriften Scandia startades. Dess första nummer utkom 1928. 
Weibull var ledamot i Kungliga Samfundet för utgivande av handskrifter rörande Skandinaviens historia (1901), Kungliga Humanistiska Vetenskapssamfundet i Lund (1919), Vetenskapssocieteten i Lund (hedersledamot 1943), Danska Selskabet for Fædrelandets Historie og Sprog, samt Vetenskapsakademierna i Norge och Danmark. Han var vidare hedersdoktor vid Köpenhamns universitet och teologie hedersdoktor i Lund.
I Lund hade Weibull många sociala och ceremoniella uppdrag och var bland annat ålderman i Sankt Knuts Gille i Lund 1935-57, ordförande för Akademiska Föreningen och inspektor för Helsingkrona nation.

## Inflytande på svensk historieforskning
Lauritz Weibull är en av de viktigaste personerna i modern svensk historieforskning, då han införde den kritiska metod som numera är standard.
Eleven Gunnar T. Westin skriver om Weibulls undervisningsmetod:
| ” | Seminariet var den undervisningsform LW satte främst och som han utvecklat en särskild metodik för. (...) högläsning av dokument, sammanfattning av deras innehåll, precisering av deras källvärde. Ideligen upprepade professorn: Vilken karaktär har källan, vilket värde har den, är dess uppgifter säkra, vad innebär de, hur skall man tolka dem? (...) Vad står det i källan? Det gäller att läsa rätt innantill! Innantilläsning är den svåraste konsten av alla! (...) En termin satte han oss att läsa in aktmaterialet från Västerås riksdag 1527. (...) Aktstycke efter aktstycke höglästes, refererades, penetrerades, stycke efter stycke, dess utsagor preciserades och värderades. (...) Samtidigt skedde en en konfrontation mellan den bild av riksdagen som aktmaterialet, rätt tolkat, gav och skildringen i den berättande källa, Peder Swarts krönika om kungen, som dittills spelat en så stor roll inom forskningen. Jämförelsen visade, att Peder Swart omvandlat skeendet under intryck av den förändrade syn på kungens ställning som gällde vid den tid då han skrev. | „ |

Seminarierna resulterade därefter i en artikel om riksdagen.
Mellan 1970 och 1975 uppstod en hetsig debatt mellan främst Birgitta Odén och Rolf Arvidsson rörande ursprunget till Weibulls kritiska metod. Den senare menade att Weibull utan referens hämtat sin kritiska metod från litteraturvetenskapen, i synnerhet fransmannen Joseph Bédier.